# Raúl Manteola

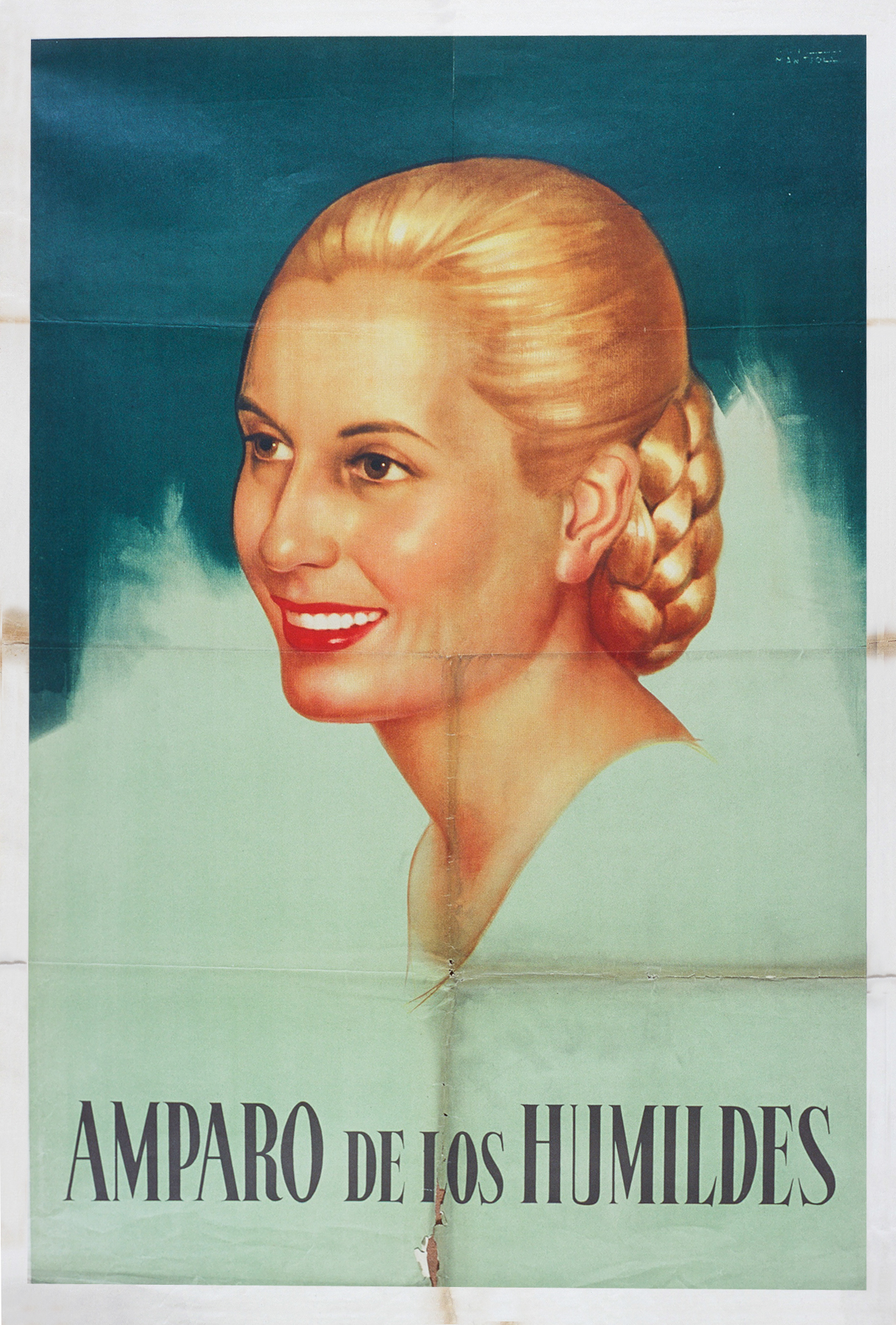
Imagen de Eva Perón realizada por Manteola en 1948 que empapeló las calles de Buenos Aires.

Raúl Manteola (1905-1974) fue un dibujante chileno de reconocida trayectoria en la Argentina de mediados del siglo XX como ilustrador publicitario y de propaganda peronista.

## Biografía
En Chile, Raúl Manteola se hizo conocido gracias a su larga colaboración, desde 1922, con la revista El Peneca. También fue dibujante del semanario cinematográfico Ecran, "cuando esta era de gran formato y elegante presentación".
Emigró a Argentina en 1935, "en busca de mejores perspectivas y triunfó en Buenos Aires con sus dibujos a pastel de las niñas elegantes de la ciudad". Ese mismo año comenzó a trabajar en la revista Para Ti, de la Editorial Atlántida, tradicional publicación dirigida a una audiencia femenina, el semanario que era el de mayor circulación en América Latina. Durante más de 20 años ilustró sus portadas y, como dice una reseña de la misma publicación, "supo captar el detalle, la expresión y el alma de cada una de sus modelos". Hacia la década de 1950 trabajó ilustrando figuras femeninas para la revista Vosotras.
Además de su trabajo en revistas, es especialmente conocido por los carteles de propaganda de Juan Domingo Perón y Eva Perón realizados durante el primer gobierno justicialista. Las imágenes fueron reproducidas en múltiples afiches, carteles y postales. El retrato de Eva Perón fue señalado por el diario La Capital de Rosario como el más difundido de la Jefa Espiritual de la Nación.
Fue también profesor en la Escuela Panamericana de Arte de Buenos Aires. Participó en el programa de televisión, en el Canal 7 (Buenos Aires), “Dibujemos Con...” , con la conducción de su colega Osvaldo Laino.